# Augochlora nausicaa
Augochlora nausicaa är en biart som först beskrevs av Carlos Schrottky 1909.  Augochlora nausicaa ingår i släktet Augochlora och familjen vägbin. Inga underarter finns listade.